# 小林慶行
小林 慶行（こばやし よしゆき、1978年1月27日 - ）は、埼玉県与野市（現：さいたま市中央区）出身の元サッカー選手、サッカー指導者。現役時代のポジションはミッドフィールダー（守備的ミッドフィールダー）。
元サッカー選手の小林亮は実弟。

## 来歴
1999年、駒澤大学から東京ヴェルディに入団。2004年には第84回天皇杯優勝を経験したが、2005年にチームはJ2降格が決定。当初は残留する決意を固めていたが、チームの若返りを図るフロントが林健太郎と米山篤志を解雇した一方で、彼らよりも年長の永井秀樹を獲得するとその対応に不信感を抱き移籍を決断。地元でのプレーを希望し、同様の理由で東京Vを退団した小林大悟と共に大宮アルディージャに移籍した。
大宮では小林（大）と共にチームの主軸として活躍。2008年からは主将を務めていたが、2009年は古傷の右脹脛を痛めたためリーグ開幕に間に合わず、第5節（ガンバ大阪戦）で戦列に復帰した。しかし、第6節（川崎フロンターレ戦）から4連敗を喫して失速するチームの中で、「走るサッカー」を標榜し縦への早い攻撃を志向する張外龍監督に対して、主将の立場から戦術の行き詰まりを示唆するコメントを発した。
張監督との対立や若手の起用を図る張の方針により出場機会を失い、2009年6月に柏レイソルへ期限付き移籍。J1残留争いをしている当該チーム間、それも主将の移籍はきわめて異例であり、大宮はクラブ公式サイトに小林の希望を優先した旨を述べサポーターに理解を求める文章 を公開した。結局同年のチーム成績は大宮のJ1残留、柏のJ2降格に終わり、自身は12月23日付で大宮との契約非更新が発表された。
2010年、大宮からアルビレックス新潟へ完全移籍。2011年7月10日にはJ1通算300試合出場を達成したが、2012年は出場機会が少なく、シーズン終了をもって新潟との契約が満了することが発表された。
2013年2月20日、現役引退が発表された。引退後はスカパー!等でサッカー解説者として活動、2014年5月にはJFA公認A級ライセンスを取得。6月、ベガルタ仙台のコーチに就任。2019年シーズン終了をもって仙台を退団した。
2021年シーズンよりジェフユナイテッド千葉のトップチームコーチに就任した。
2023年シーズンからは、同クラブトップチームの監督を務める。1年目は前半の低迷がありながらも、後半に怒涛の追い上げにより最終的にJ1昇格プレーオフへ出場したが、1回戦で東京ヴェルディに敗戦した。

## 所属クラブ
ユース経歴
- 1984年 - 1989年 与野西北小サッカースポーツ少年団
- 1990年 - 1992年 大宮FC
- 1993年 - 1995年 桐蔭学園高等学校
- 1996年 - 1998年 駒澤大学

プロ経歴
- 1999年 - 2005年 ヴェルディ川崎/東京ヴェルディ1969
- 2006年 - 2009年 大宮アルディージャ
  - 2009年6月 - 同年12月 柏レイソル（期限付き移籍）
- 2010年 - 2012年 アルビレックス新潟

## 個人成績
| 国内大会個人成績 | 国内大会個人成績 | 国内大会個人成績 | 国内大会個人成績 | 国内大会個人成績 | 国内大会個人成績 | 国内大会個人成績 | 国内大会個人成績 | 国内大会個人成績 | 国内大会個人成績 | 国内大会個人成績 | 国内大会個人成績 |
| 年度             | クラブ           | 背番号           | リーグ           | リーグ戦         | リーグ戦         | リーグ杯         | リーグ杯         | オープン杯       | オープン杯       | 期間通算         | 期間通算         |
| 年度             | クラブ           | 背番号           | リーグ           | 出場             | 得点             | 出場             | 得点             | 出場             | 得点             | 出場             | 得点             |
| 日本             | 日本             | 日本             | 日本             | リーグ戦         | リーグ戦         | リーグ杯         | リーグ杯         | 天皇杯           | 天皇杯           | 期間通算         | 期間通算         |
| ---------------- | ---------------- | ---------------- | ---------------- | ---------------- | ---------------- | ---------------- | ---------------- | ---------------- | ---------------- | ---------------- | ---------------- |
| 1996             | 駒大             |                  | -                | -                | -                | -                | -                | 2                | 0                | 2                | 0                |
| 1997             | 駒大             | 10               | -                | -                | -                | -                | -                | 3                | 1                | 3                | 1                |
| 1998             | 駒大             |                  | -                | -                | -                | -                | -                | 2                | 2                | 2                | 2                |
| 1999             | V川崎            | 17               | J1               | 30               | 2                | 3                | 0                | 4                | 0                | 37               | 2                |
| 2000             | V川崎            | 7                | J1               | 11               | 0                | 2                | 0                | 0                | 0                | 13               | 0                |
| 2001             | 東京V            | 7                | J1               | 19               | 0                | 0                | 0                | 2                | 0                | 21               | 0                |
| 2002             | 東京V            | 32               | J1               | 23               | 1                | 0                | 0                | 1                | 0                | 24               | 1                |
| 2003             | 東京V            | 32               | J1               | 18               | 1                | 4                | 1                | 0                | 0                | 22               | 2                |
| 2004             | 東京V            | 32               | J1               | 29               | 4                | 8                | 2                | 5                | 2                | 42               | 8                |
| 2005             | 東京V            | 32               | J1               | 26               | 2                | 6                | 2                | 1                | 0                | 33               | 4                |
| 2006             | 大宮             | 32               | J1               | 28               | 4                | 5                | 0                | 2                | 0                | 35               | 4                |
| 2007             | 大宮             | 32               | J1               | 33               | 3                | 6                | 1                | 0                | 0                | 39               | 4                |
| 2008             | 大宮             | 32               | J1               | 25               | 3                | 6                | 0                | 2                | 0                | 33               | 3                |
| 2009             | 大宮             | 32               | J1               | 5                | 0                | 1                | 0                | -                | -                | 6                | 0                |
| 2009             | 柏               | 40               | J1               | 10               | 0                | 1                | 0                | 1                | 0                | 12               | 0                |
| 2010             | 新潟             | 32               | J1               | 28               | 0                | 5                | 0                | 2                | 0                | 35               | 0                |
| 2011             | 新潟             | 32               | J1               | 24               | 0                | 2                | 0                | 0                | 0                | 26               | 0                |
| 2012             | 新潟             | 32               | J1               | 1                | 0                | 3                | 0                | 0                | 0                | 4                | 0                |
| 通算             | 日本             | 日本             | J1               | 310              | 20               | 52               | 6                | 27               | 2                | 389              | 28               |
| 通算             | 日本             | 日本             | 他               | -                | -                | -                | -                | 7                | 3                | 7                | 3                |
| 総通算           | 総通算           | 総通算           | 総通算           | 310              | 20               | 52               | 6                | 34               | 5                | 396              | 31               |

その他の公式戦
- 2005年
  - スーパーカップ 1試合0得点

## タイトル

### クラブ
東京ヴェルディ1969
- 天皇杯全日本サッカー選手権大会 : 1回 (2004年)

### 個人
ジェフユナイテッド市原・千葉
- J2 月間最優秀監督：2025年2･3月度

## 指導歴
- 2014年6月 - 2019年 ベガルタ仙台
  - 2014年6月 - 2018年 トップチーム コーチ
  - 2019年 トップチーム ヘッドコーチ
- 2021年 - ジェフユナイテッド千葉
  - 2021年 トップチーム コーチ
  - 2022年 トップチーム ヘッドコーチ
  - 2023年 - トップチーム 監督

## 監督成績
| 年度 | 所属 | クラブ | リーグ戦 | リーグ戦 | リーグ戦 | リーグ戦 | リーグ戦 | リーグ戦 | カップ戦       | カップ戦  |
| 年度 | 所属 | クラブ | 順位     | 勝点     | 試合     | 勝       | 分       | 敗       | ルヴァンカップ | 天皇杯    |
| ---- | ---- | ------ | -------- | -------- | -------- | -------- | -------- | -------- | -------------- | --------- |
| 2023 | J2   | 千葉   | 6位      | 67       | 42       | 19       | 10       | 13       | -              | 2回戦敗退 |
| 2024 | J2   | 千葉   | 7位      | 61       | 38       | 19       | 4        | 15       | 1回戦敗退      | ベスト8   |